# Đái tháo đường loại 1
Đái tháo đường loại 1 (Tiểu đường tuýp 1), là bệnh mạn tính một dạng đái tháo đường trong đó rất ít hoặc không có insulin được tuyến tụy sản xuất khiến cho lượng đường trong máu tăng cao.
Đái tháo đường loại 1 chiếm khoảng 5% 10% trong tất cả các trường hợp tiểu đường. Số người bị ảnh hưởng trên toàn cầu vẫn chưa được biết, mặc dù ước tính có khoảng 80.000 trẻ em mắc bệnh mỗi năm. Tại Hoa Kỳ, số người bị ảnh hưởng ước tính từ một đến ba triệu. Tỷ lệ bệnh rất khác nhau với khoảng 1 trường hợp mới trên 100.000 mỗi năm ở Đông Á và Mỹ Latinh và khoảng 30 trường hợp mới trên 100.000 mỗi năm ở Scandinavia và Kuwait. Bệnh có thể bắt đầu ở trẻ em và người lớn.

## Nguyên nhân
Nguyên nhân của đái tháo đường loại 1 vẫn chưa được biết. Tuy nhiên, nó được cho là liên quan đến sự kết hợp của các yếu tố di truyền và môi trường. Cơ chế cơ bản liên quan đến sự phá hủy tự miễn dịch của các tế bào beta sản xuất insulin trong tuyến tụy.

## Đối tượng nguy cơ cao
Đái tháo đường loại 1 có thể xảy ra ở cả người lớn và trẻ nhỏ. Nhóm người có nguy cơ mắc cao gồm:
- Người có người thân mắc đái tháo đường loại 1
- Người phẫu thuật tuyến tụy, do ung thư tụy hoặc sỏi tụy
- Người mắc quai bị, rubella, coxsackie B4[10]

## Triệu chứng
Bệnh đái tháo đường loại 1 thường bắt đầu đột ngột không báo trước với các triệu chứng kinh điển bao gồm:
- Đi tiểu nhiều
- Khát nhiều
- Đói nhiều
- Giảm cân [10]

Các triệu chứng khác có thể bao gồm
Ngoài ra sự thiếu hụt insulin kéo dài cũng có thể dẫn đến ketoacidosis tiểu đường, được đặc trưng bởi mờ mắt, cảm thấy mệt mỏi, chữa lành vết thương kém da khô hoặc đỏ, đau bên hông, buồn nôn hoặc nôn mửa, mơ hồ, khó thở, ...

## Chẩn đoán
Đái tháo đường được chẩn đoán bằng cách kiểm tra mức độ đường huyết lúc đói, thử nghiệm dung nạp glucose đường uống hoặc glycated hemoglobin (HbA1C) trong máu. Đái tháo đường loại 1 có thể được phân biệt với loại 2 bằng cách kiểm tra sự hiện diện của kháng thể tự miễn dịch hoặc sự giảm sút hoặc vắng mặt của Peptide C(tế bào beta của đảo tụy sinh ra và tổng hợp cùng lúc với insulin và proinsulin .

## Điều trị
Mục tiêu của việc điều trị là duy trì đường huyết ở mức bình thường - từ 80 đến 130 mg/dL trước bữa ăn; <180 mg/dL sau bữa ăn - càng thường xuyên càng tốt 
Điều trị bằng insulin là cần thiết cho sự sống còn. Liệu pháp insulin thường được tiêm bằng cách tiêm ngay dưới da nhưng cũng có thể được cung cấp bằng bơm insulin. Một chế độ ăn kiêng và tập thể dục cho người tiểu đường là những phần quan trọng của quản lý. Nếu không được điều trị, đái tháo đường có thể gây ra nhiều biến chứng. Các biến chứng khởi phát tương đối nhanh bao gồm nhiễm toan đái tháo đường và hôn mê do tăng huyết áp không tăng động. Các biến chứng lâu dài bao gồm bệnh tim, đột quỵ, suy thận, loét chân và tổn thương mắt. Hơn nữa, các biến chứng có thể phát sinh do lượng đường trong máu thấp do dùng quá liều insulin.

## Phòng ngừa
Không có cách nào để ngăn ngừa đái tháo đường loại 1.